# عشقی در آلمان
عشقی در آلمان (انگلیسی: A Love in Germany) یک فیلم درام و جنگی به کارگردانی آندری وایدا است که در سال ۱۹۸۳ منتشر شد.

## بازیگران
- هانا شیگولا
- آرمین مولر-اشتال
- رالف وولتر
- دانیل اولبریخسکی
- برنهارد ویکی
- ماری-کریستین بارو
- اتو زاندر
- الیزابت تریسه‌نار
- راینر بازِدو
- دیتریش ماتائوش